# Chemin de fer touristique du Rhin
Le Chemin de fer touristique du Rhin (CFTR) ou Ried Express est un chemin de fer touristique situé en Alsace dans le Haut-Rhin. Il est géré par une association de bénévoles qui propose des sorties en train tracté par des locomotives à vapeur ou des locotracteurs diesel, sur une section d'environ 12 kilomètres de la ligne Volgelsheim (Neuf-Brisach Gare) - Marckolsheim qui constitue un embranchement privé de la ligne de Colmar-Central à Neuf-Brisach.

## Offre touristique
Les circulations à destination du public sont organisées de début mai à fin septembre, les dimanches et jours fériés, ainsi que certains samedis de juillet/août. Il s'agit, au choix, d'un parcours uniquement train ou d'un combiné train + bateau, en coopération avec la BFS (Breisacher Fahrgastschiffahrt), un batelier allemand basé de l'autre côté du Rhin, à Breisach.
Le départ côté français est donné à 15h en gare de Volgelsheim. Une halte est ensuite organisée au dépôt de l'association afin que le grand public puisse profiter d'une visite guidée du matériel ferroviaire préservé par les membres. Puis le voyage se poursuit dans le Ried Alsacien jusqu'au terminus, l'embarcadère de Sans-Souci, où le visiteur monte dans le bateau de la BFS. Celui-ci, après un parcours sur le Rhin, le dépose à un embarcadère situé près du dépôt, dépôt qu'il rejoint à pieds. Il y monte dans le train qui le ramène en gare de Volgelsheim pour 18h10environ.

## Histoire
Créée en 1982, cette association Loi de 1908 a son siège en Gare de Volgelsheim. Elle rassemble une vingtaine de membres bénévoles passionnés de chemin de fer. Une petite dizaine d'entre eux se consacrent activement à la bonne marche des circulations et à la restauration du matériel. Elle s'est donné pour mission de restaurer des locomotives diesel et à vapeur. Les joyaux de la collection sont tout particulièrement les seules locomotives à vapeur préservées du défunt réseau Elsaß-Lothringen à savoir les 030TB130 et 134. Les touristes peuvent revivre un après-midi l'ambiance du voyage ferroviaire des débuts du XXe siècle en Alsace.

## Les collections
La collection de matériel roulant ferroviaire restaurée par les membres de l'association comprend des locomotives à vapeur, des machines diesel, des voitures voyageurs et des wagons marchandises.
L'association a acquis trois nouvelles machines courant octobre 2014 : une locomotive à 3 essieux biellés produite par la SACM et équipée d'un moteur MGO, une locomotive à vapeur 020 tender à chaudière verticale produite par Cockerill en Belgique en 1921 et un locotracteur Gaston-Moyse, pour récupération de pièces. Celui-ci a été déconstruit courant 2019 et ne fait plus partie de la collection.
La locomotive General Electric no 4036 type 75 tons de 1944 a, quant à elle, été acquise la même année par un membre actif qui l'a mise à la disposition de l'association.
D'autres engins sont arrivés depuis 2014 : un Moyse type BN 40E 240A équipé d'un moteur 6 cylindres turbo Cummins, un Deutz type KS200 B de provenance suisse, équipé d'un moteur V12, le second  General Electric no 4032 et le A1A-A1A 62073 Baldwin, tous deux engins issus de la collection du chemin de fer touristique Pontarlier-Vallorbe.
Les listes suivantes ne sont pas exhaustives et devront être complétées ou actualisées au fil du temps (dernière actualisation en avril 2024) :

### Locomotives à vapeur
| Matricule                        | Constructeur et date  | État actuel                                       | Origine et informations techniques | Photo |
| -------------------------------- | --------------------- | ------------------------------------------------- | --- | ----- |
| 020T chaudière verticale no 2850 | Cockerill, 1913       | En service                                        | - Locomotive à chaudière verticale de type 3 - 4,6 m, 11 t (19,5 t en ordre de marche), vitesse maximum : 40 km/h (110 ch). - Timbre chaudière : 10 kg/cm² - Capacité de la soute à charbon : 530 kg - Capacité de la soute à eau : 2 100 L (2,1 m3). - Distribution : Walschaerts à tiroirs plans - Classé MH (2020) |       |
| 020T chaudière verticale no 2983 | Cockerill, 1921       | Hors service (en cours de restauration complète). | - Locomotive à chaudière verticale de type 4R (renforcé) - 4,9 m, 15 t (20 t en ordre de marche), vitesse maximum : 30 km/h (120 ch). - Timbre chaudière : 12 kg/cm² - Capacité de la soute à charbon : 650 kg - Capacité de la soute à eau : 3 200 L (3,2 m3). - Distribution : Walschaerts à tiroirs cylindriques |       |
| 020T no 7006                     | Decauville, 1922      | Hors service                                      | - 7,55 m, 22,5 t (28,9 t en ordre de marche), vitesse maximum : 00 km/h (450 ch). - Timbre chaudière : 12 kg/cm² - Capacité de la soute à charbon : 500 kg - Capacité de la soute à eau : 3 500 L (3,5 m3). - Distribution : Walschaerts à tiroirs cylindriques - Classé MH (2020) |       |
| 020T no 4353                     | Fives-Lille, 1923     | Hors service                                      | - 8,2 m, 18 t (22,5 t en ordre de marche), vitesse maximum : 30 km/h (300 ch). - Timbre chaudière : 12 kg/cm² - Capacité de la soute à charbon : 1 t - Capacité de la soute à eau : 2 500 L (2,5 m3) - Distribution : Walschaerts à tiroirs plans - Classé MH (2020) |       |
| 020T no 5844 dite "Christiane"   | Henschel & Sohn, 1901 | En service                                        | - 7,72 m, 21 t (27,8 t en ordre de marche), vitesse maximum : 30 km/h (280 ch). - Timbre chaudière : 12 kg/cm² - Capacité de la soute à charbon : 1 t - Capacité de la soute à eau : 3 300 L (3,3 m3). - Distribution : Walschaerts à tiroirs plans - Classé MH (2020) |       |
| 020T sans foyer no 2619          | SLM Winterthur, 1917  | Hors service (en cours de restauration complète). | - Timbre chaudière : 12 kg/cm² - Distribution : Walschaerts à tiroirs plans |       |
| 030 TB no 130 dite "Berthold"    | SACM (no 5015), 1900  | En service                                        | - C'est une des trois uniques locomotives préservées en état de marche du défunt réseau Elsaß-Lothringen (EL), réseau que Bismarck avait considérablement développé entre 1871 et 1918, lorsque l'Alsace faisait partie de l'Empire allemand . - 8,03 m, 28 t (34,5 t en ordre de marche), vitesse maximum : 40 km/h (410 ch). - Timbre chaudière : 11 kg/cm² - Capacité de la soute à charbon : 1,5 t - Capacité de la soute à eau : 4 700 L (4,7 m3). - Distribution : Allan à tiroirs plans - Classé MH (1990) |       |
| 030 TB no 134 dite "Theodor"     | SACM (no 5019), 1900  | En service                                        | - C'est une des trois uniques locomotives préservées en état de marche du défunt réseau Elsaß-Lothringen (EL), réseau que Bismarck avait considérablement développé entre 1871 et 1918, lorsque l'Alsace faisait partie de l'Empire allemand . - 8,03 m, 28 t (34,5 t en ordre de marche), vitesse maximum : 40 km/h (410 ch). - Timbre chaudière : 11 kg/cm² - Capacité de la soute à charbon : 1,5 t - Capacité de la soute à eau : 4 700 L (4,7 m3). - Distribution : Allan à tiroirs plans - Classé MH (1990) |       |

### Locomotives et locotracteurs diesel

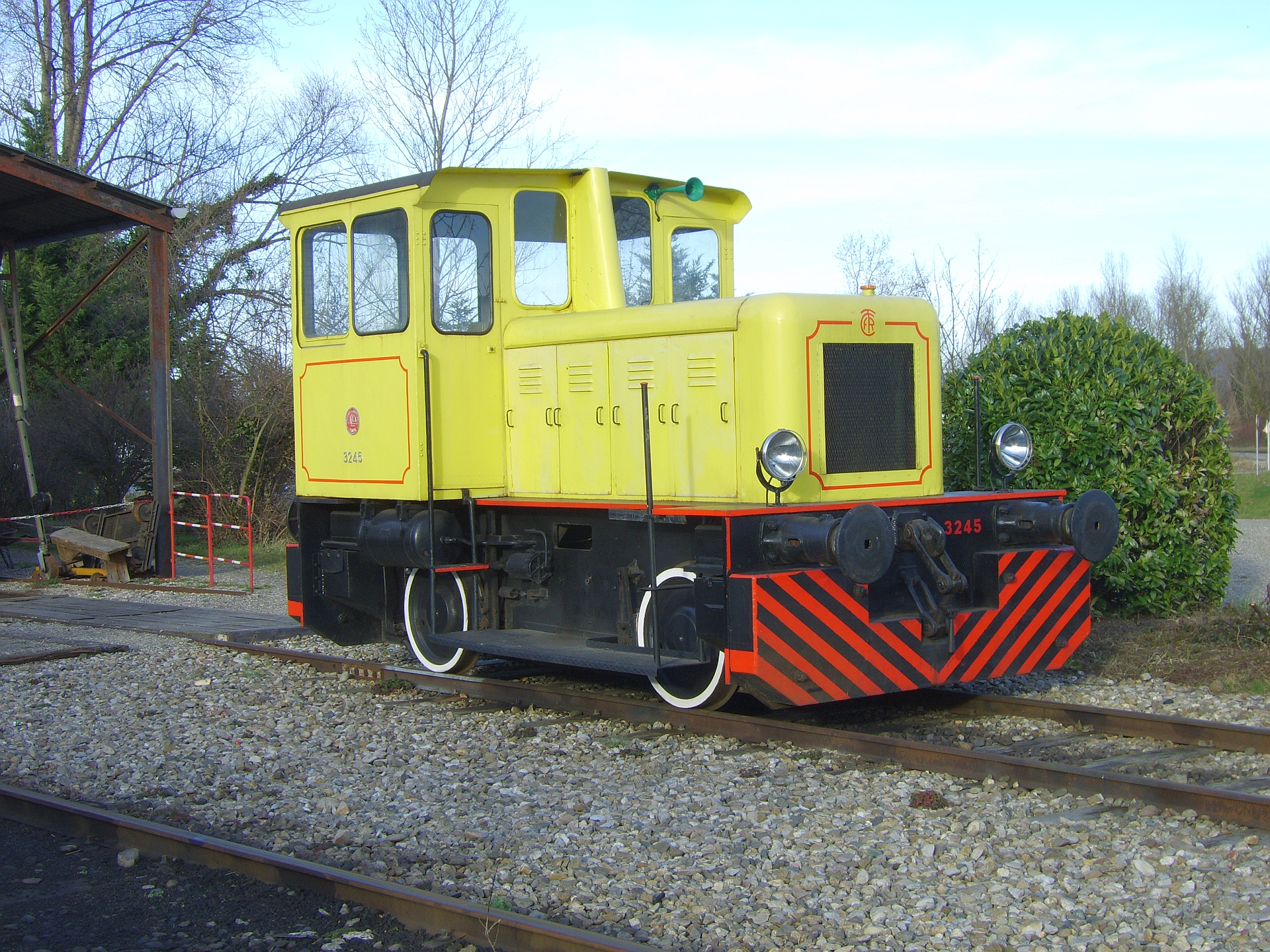
Locotracteur LLD type I6110 BND n°3245/1958

- Locotracteur Decauville Y 2402 ex-SNCF, de 1961. Il sert au retournement de la rame à l'embarcadère de Sans-soucis.
- Locotracteur Decauville type TE2001, immatriculé no 39 de 1963.
- Locotracteur Vereinigter Schienenfahrzeugbau der DDR (LKM) type V22, immatriculé no 262411, Baureihe 102,0, de 1972.
- Locotracteur LLD type I6110 BND, immatriculé no 3245 à moteur 6 cylindres Hispano-Suiza, de 1958
- Locomotive Baldwin, type DRS 6-4-660, immatriculée 040DA29 puis A1A-A1A 62029 ex-SNCF, fournie à la France en 1947 par les États-Unis, arrivée en 1984 au CFTR depuis le dépôt SNCF de Lens.
- Locomotive Baldwin, type DRS 6-4-660, immatriculée 040DA73 puis A1AA1A 62073, ex-SNCF, acquise auprès du Chemin de fer touristique Pontarlier-Vallorbe, arrivée au mois de novembre 2020 au dépôt de l'association.
- Locotracteur Jung, type Kö 310, immatriculé 310 700-00, ex-Deutsche Reichsbahn, compagnie de la RDA, de 1935
- Locotracteur Klöckner-Humboldt-Deutz AG type A8L 614 R, immatriculé no 159, construit à Cologne en 1959.
- Locotracteur Moyse type 25TED100, immatriculé no 176, ex-AL, à moteur diesel 4 cylindres en ligne, de 1929.
- Locotracteur Moyse type BN 40E 240 Cum de 40 tonnes, immatriculé no 1419, ex-CCI Belfort, de 1977.
- Locotracteur Saviem type Latil, immatriculé no 23, à moteur diesel à 4 cylindres en ligne de 1955.
- Locotracteur Breuerwerk type V, immatriculé no 3034, anciennement situé au port de Strasbourg, de 1951.
- Locomotive diesel-électrique BB du type GE 75 ton Drop Cab, no 4032 ex-Transportation Corps de l'armée des États-Unis, construite à Erie (Pennsylvanie) en 1944[14] par General Electric, précédemment propriété du chemin de fer touristique Pontarlier-Vallorbe.
- Locomotive diesel-électrique BB du type GE 75 ton Drop Cab, no 4036 ex-Transportation Corps de l'armée des États-Unis, construite à Erie (Pennsylvanie) en 1944[14] par General Electric, utilisée commercialement jusqu'en 2011 par le chemin de fer de Blaise-et-Der.
- Locomotive SACM immatriculée no 282, acquise auprès du Cercle d'Études Ferroviaires Nord en 2014 et construite en 1956.
- Locotracteur Deutz type KS 200 B de 1956, acheté en Suisse.
- Locotracteur rail-route Moyse type RR 12HG 110D, no 184 et immatriculé 7930069, ex-Ministère de l'Air sur la BA105 de Evreux-Fauville, précédemment propriété d'un membre du Chemin de fer de la Vallée de l'Eure